# Indian Springs Village
Indian Springs Village – miasto w Stanach Zjednoczonych, w stanie Alabama, w hrabstwie Shelby. W roku 2023 miasto zamieszkiwały 2492 osoby, a gęstość zaludnienia wynosiła 265,1 osoby/km².